# Mauro-Giuseppe Lepori
Mauro-Giuseppe Lepori (ur. 1957 w Lugano) – szwajcarski duchowny rzymskokatolicki, od 2010 opat generalny cystersów.

## Życiorys
W 1984 wstąpił do opactwa Hauterive. 17 maja 1986 złożył pierwsze śluby zakonne, a w 1989 profesję wieczystą. Święcenia kapłańskie przyjął 10 czerwca 1990. 2 września 2010 został wybrany na generała zakonu cystersów.